# Liste des sites classés et inscrits de la Savoie
Cet article présente les sites classés et inscrits de la Savoie, en France.

## Listes

### Sites classés
En 2024, la Savoie compte 29 sites classés,,.
Les classements en Savoie ont débuté en 1910 avec le bois de Cythère et les gorges du Sierroz, et le dernier site classé est le Vallon du Clou, sur la commune de Sainte-Foy-Tarentaise, au printemps 2013.
Les principales communes concernées par les classements sont principalement à l'est du département. Il s'agit de Bonneval-sur-Arc (3 sites), Tignes (3 sites), Beaufort (2 sites), Bourg-Saint-Maurice (2 sites), Champagny-en-Vanoise (2 sites), Sainte-Foy-Tarentaise (2 sites) et Val-d'Isère (2 sites). Au total, les classements concernent 25 communes ; ils couvrent au total 17 376,66 ha, soit 2,9 % du département.
| Site                                                                            | Communes                                                              | Date                        | Superficie (ha) | Critères et notes | Localisation                                           | Photo |
| ------------------------------------------------------------------------------- | --------------------------------------------------------------------- | --------------------------- | --------------- | --- | ------------------------------------------------------ | ----- |
| Défilé de Pierre-Châtel                                                         | La Balme, Yenne                                                       | 31 mai 2013                 | 724,9           | Pittoresque Le site s'étend sur Parves et Nattages et Virignin dans l'Ain. | 45° 42′ 37″ N, 5° 43′ 42″ E                            |       |
| Col de la Bâthie et lacs de la Tempête                                          | La Bâthie, Cevins                                                     | 19 novembre 2019            | 2 382,85        | Pittoresque | 45° 38′ 03″ N, 6° 29′ 47″ E                            |       |
| Col de la Croix du Bonhomme et ses abords                                       | Beaufort, Bourg-Saint-Maurice                                         | 4 août 1942 28 février 1944 | 536,99          | Tout critère Le décret de 1942 classe la table d'orientation de la Croix du Bonhomme (72,99 ha), celui du 1944 le col et ses abords (414,06 ha) ; les deux sites sont regroupés en 1955. | Beaufortain 45° 43′ 06″ N, 6° 42′ 16″ E                |       |
| Cormet de Roselend                                                              | Beaufort                                                              | 28 février 1944             | 262,6           | Tout critère Col reliant le Beaufortain à la vallée de la Tarentaise. | Beaufortain 45° 42′ 01″ N, 6° 41′ 21″ E                |       |
| Chapelle Notre-Dame-de-la-Vie                                                   | Les Belleville                                                        | 8 janvier 1947              | 0,14            | Tout critère Ancienne commune de Saint-Martin-de-Belleville. La chapelle est un monument historique classé.                                                                              | Vanoise 45° 22′ 24″ N, 6° 30′ 24″ E                    |       |
| Côteaux viticoles de Jongieux-Marestel                                          | Billième, Jongieux, Lucey, Yenne                                      | 12 juillet 2010             | 1 688,41        | Pittoresque | Avant-Pays savoyard 45° 44′ 14″ N, 5° 48′ 13″ E        |       |
| Belvédère sud du col de l'Iseran                                                | Bonneval-sur-Arc                                                      | 17 octobre 1939             | 12,53           | Tout critère La protection concerne une zone circulaire de 200 m de rayon autour d'une table d'orientation à proximité du col de l'Iseran.                                               | Haute-Maurienne 45° 24′ 08″ N, 7° 02′ 04″ E            |       |
| Cirque des Évettes et ses abords                                                | Bonneval-sur-Arc                                                      | 13 février 1979             | 2 688,52        | | Haute-Maurienne 45° 21′ 53″ N, 7° 06′ 35″ E            |       |
| Col de l'Iseran et ses abords                                                   | Bonneval-sur-Arc, Val-d'Isère                                         | 2 août 1939                 | 12,54           | Tout critère La protection concerne une zone circulaire de 200 m de rayon autour du col. Elle comprend la chapelle Notre-Dame.                                                           | Vanoise 45° 25′ 02″ N, 7° 01′ 51″ E                    |       |
| Gollet et cormet de Roselend                                                    | Bourg-Saint-Maurice                                                   | 29 décembre 1943            | 48,09           | Tout critère | Beaufortain 45° 41′ 38″ N, 6° 41′ 56″ E                |       |
| Bois de Cythère                                                                 | Brides-les-Bains                                                      | 2 juin 1910                 | 2,17            | Artistique | Tarentaise 45° 26′ 57″ N, 6° 33′ 54″ E                 |       |
| Clos Jean-Jacques Rousseau                                                      | Chambéry                                                              | 6 septembre 1933            | 0,18            | Tout critère Site situé dans la propriété des Charmettes. | 45° 33′ 12″ N, 5° 55′ 48″ E                            |       |
| Esplanade du château de Chambery                                                | Chambéry                                                              | 29 avril 1943               | 0,98            | Tout critère | 45° 33′ 53″ N, 5° 54′ 58″ E                            |       |
| Jardins du château de Chambery                                                  | Chambéry                                                              | 12 mars 1964                | 1,59            | Tout critère | 45° 33′ 51″ N, 5° 55′ 02″ E                            |       |
| Vallon de Champagny-le-Haut                                                     | Champagny-en-Vanoise                                                  | 15 septembre 1992           | 2 377,06        | Pittoresque | Vanoise 45° 27′ 17″ N, 6° 45′ 37″ E                    |       |
| Cascade de La Giettaz                                                           | La Giettaz                                                            | 2 mars 1937                 | 0,01            | Tout critère Cascade franchissant la RD 909, au-dessus du tunnel des Aravis. | Val d'Arly 45° 52′ 18″ N, 6° 28′ 34″ E                 |       |
| Gorges du Sierroz                                                               | Grésy-sur-Aix                                                         | 21 mai 1910                 | 2,64            | Artistique | Bauges 45° 43′ 12″ N, 5° 55′ 13″ E                     |       |
| Mont Thabor                                                                     | Modane, Orelle, Valmeinier                                            | 26 décembre 2000            | 4 749,48        | Pittoresque | Maurienne 45° 07′ 58″ N, 6° 33′ 40″ E                  |       |
| Cascade de la Vuzelle                                                           | Planay                                                                | 27 novembre 1935            | 0,12            | Tout critère | Vanoise 45° 24′ 39″ N, 6° 43′ 25″ E                    |       |
| Chapelle et gorge de Saint-Saturnin                                             | Saint-Alban-Leysse                                                    | 9 septembre 1942            | 0,65            | Tout critère | Limite de Chambéry, Bauges 45° 35′ 57″ N, 5° 56′ 15″ E |       |
| Cascade de Couz et ses abords                                                   | Saint-Cassin                                                          | 23 septembre 1955           | 2,39            | Pittoresque Le site classé est complété par un site inscrit sur sa périphérie. | 45° 32′ 00″ N, 5° 52′ 00″ E                            |       |
| Massif de l'Étendard, col du Glandon, aiguilles de l'Argentière et leurs abords | Saint-Colomban-des-Villards, Saint-Jean-d'Arves, Saint-Sorlin-d'Arves | 9 avril 2008                | 4 291,32        | Pittoresque Le site s'étend sur Vaujany en Isère. | Maurienne 45° 13′ 18″ N, 6° 09′ 54″ E                  |       |
| Cascades et grottes du Guiers vif                                               | Saint-Pierre-d'Entremont                                              | 4 avril 1911                | 0,6             | Tout critère Le site s'étend sur Saint-Pierre-d'Entremont en Isère. | 45° 23′ 34″ N, 5° 53′ 29″ E                            |       |
| Vallon du Clou                                                                  | Sainte-Foy-Tarentaise                                                 | 25 mars 2013                | 2 590,36        | Pittoresque | Haute-Tarentaise 45° 33′ 43″ N, 6° 57′ 24″ E           |       |
| Cascade de Tignes                                                               | Tignes                                                                | 30 juillet 1934             | 1,51            | Tout critère | Haute-Tarentaise 45° 28′ 54″ N, 6° 56′ 37″ E           |       |
| Gorges des Boissières                                                           | Tignes                                                                | 18 août 1938                | 2,35            | Tout critère Gorges de l'Isère au sortir du lac du Chevril. Le site classé est complété par un site inscrit.                                                                             | Haute-Tarentaise 45° 30′ 03″ N, 6° 55′ 36″ E           |       |
| Mairie de Tresserve, place et jardins                                           | Tresserve                                                             | 18 décembre 1970            | 2,54            | Pittoresque | 45° 40′ 21″ N, 5° 53′ 55″ E                            |       |
| Descente nord du col de l'Iseran                                                | Val-d'Isère                                                           | 2 août 1939                 | 9,96            | Tout critère Zone circulaire de 200 m de rayon autour de la table d'orientation du belvédaire de la Tarentaise.                                                                          | Haute-Tarentaise 45° 26′ 21″ N, 7° 00′ 41″ E           |       |

### Sites inscrits

#### Sites actuels
En 2024, la Savoie compte 101 sites inscrits,.

#### Anciens sites
Six sites de Savoie, précédemment inscrits, ont été radiés en 2022 et requalifiés en sites patrimoniaux remarquables :
- Chambéry :
  - Rue Basse du Château
  - Rue de Boigne
- Pralognan-la-Vanoise :
  - Calvaire de Pralognan
  - Hameau de Barioz
  - Hameau de Bieu
  - Hameau de La Croix
  - Hameau des Fontanettes